# Babcia Weatherwax
Esmeralda Weatherwax, zwana Babcią Weatherwax – fikcyjna postać z książkowego cyklu Świat Dysku Terry’ego Pratchetta. Czarownica z Lancre. „Najbardziej szanowana ze wszystkich przywódczyń, których nie mają czarownice”. Najpotężniejsza czarownica od czasów Czarnej Alis. Panna, co zdecydowanie podkreśla. Mimo używania dużej ilości cukru osiągnęła podeszły wiek ze wszystkimi zębami, nie udało się jej też wyhodować żadnej kurzajki, co nieco martwi Babcię, będącą w każdym calu tradycjonalistką. Wielka zwolenniczka głowologii, osiągnęła też mistrzostwo w Pożyczaniu, czyli przenoszeniu się do cudzych umysłów.
Babcia Weatherwax jest osobą o surowych zasadach, pod warunkiem, że dotyczą one innych. Osobiście traktuje je raczej jak wskazówki. Rzadko musi uciekać się do jakichś konkretnych działań czy prawdziwych czarów, na ogół ludziom wystarcza sama świadomość, że jest czarownicą. Jej reputacja przekracza bariery gatunkowe: trolle nazywają ją Aaoograha hoa (Ta, której Trzeba Unikać), zaś krasnoludy K’ez’rek d’b’duz (Obejdź Górę z Drugiej Strony). Jej niezłomnej woli ulega nawet Śmierć.
W odniesieniu do mitu Wielkiej Bogini Babcia Weatherwax jest tą ostatnią jej postacią, po Dziewicy (Magrat) i Matce (Niani Ogg). Jak okazuje się w tomie Panowie i damy, Babcia posiada kompetencje nieco powyżej przeciętnej – jest również dziewicą, dzięki czemu udaje jej się schwytać morderczo nastawionego jednorożca.
Posiada białą kotkę Ty, otrzymaną od Tiffany Obolałej. Imię zwierzęcia można wytłumaczyć tym, że Babcia Weatherwax wciąż uparcie twierdzi, że nie znosi kotów, w rzeczywistości kotka Ty bardzo przypadła jej do gustu.
Babcia Weatherwax jest daleką kuzynką Galdera Weatherwaxa, wcześniejszego rektora Niewidocznego Uniwersytetu i dawną miłością Mustruma Ridcully’ego, obecnego nadrektora. W alternatywnych rzeczywistościach wyszła za niego za mąż. W jednej z nich żyli długo i szczęśliwie, w innej wkrótce po ich ślubie wybuchł pożar i zabił ich oboje (tom Panowie i damy).